# Мирза Микола Мірчанович
Мирза Микола Мірчанович (нар. 9 травня 1957) — тренер професійної команди «ІСД-Спорт-Донецьк», старший тренер Донецької області з велоспорту, заслужений тренер України.

## Біографія
Народився 9 травня 1957 року в місті Донецьку, проте згодом переїхав до іншого міста. У 1980 році повернувся до Донецька як спортсмен-велогонщик.
Закінчив Київський державний інститут фізичної культури і спорту за спеціалізацією «Тренер з велоспорту».
Тренерську діяльність розпочав у ФСТ «Колос». Працював тренером спеціалізованої ДЮСШ з велоспорту, в училищі Олімпійського резерву імені С. Н. Бубки.
З травня 2006 року обіймає посаду тренера професійної команди «ІСД-Спорт-Донецьк», одночасно є тренером ШВСМ й старшим тренером Донецької області з велоспорту.
У вільний час захоплюється рибною ловлею.

## Вихованці
Серед його вихованців заслужені майстри спорту Володимир Рибін і Максим Поліщук, майстри спорту міжнародного класу Юрій і Дмитро Кривцови, Денис Костюк, Віталій Кондрут, Олександр Мартиненко, Віталій Попков, Юрій Агарков та низка інших велогонщиків високого рівня.
Вихованці Миколи Мирзи в складі національної збірної України брали участь у XXVIII літніх Олімпійських іграх в Афінах (Юрій Кривцов та Володимир Рибін) та у XXIX літніх Олімпійських іграх в Пекіні (Володимир Рибін, Максим Поліщук, Денис Костюк, Віталій Попков).

## Нагороди і почесні звання
- Майстер спорту СРСР.
- Заслужений працівник фізичної культури і спорту України.
- Заслужений тренер України.
- Призначена стипендія Президента України для видатних спортсменів і тренерів України з олімпійських видів спорту[2].